# 貿易促進権限
貿易促進権限（ぼうえきそくしんけんげん、英語: trade promotion authority；TPA）は、アメリカ合衆国における通商交渉における大統領権限であり、1990年代までは、ファスト・トラック権限（fast track authority、早期一括採決方式）と呼ばれていたもの。アメリカ合衆国議会への事前通告等の条件の元、一定の期間に限り、大統領が外国と締結した通商協定について、ファスト・トラック手続 (fast track procedure)で承認を行うものである。

## ファスト・トラック手続による実施法案の議決
ファスト・トラック手続による実施法案の議決は次のように行われる。
1. 通商協定に署名する日から90暦日以上前（93年6月のURに関するファスト・トラック手続を延長する改正では、120暦日前（93年12月15日まで））に、署名する意図を上下両院に通告し、その後速やかに官報に告示すること。
2. 協定に署名した後、大統領は上下両院に最終協定及び実施法案等を送付すること。大統領の送付した法案は、上下両院の多数派院内総務[2]（又はその指名したもの）により同時に両院に提出される。
3. 当該協定は、交渉前に上院財政委員会及び下院歳入委員会に書面による通告を行い、協議されたものである。
4. 議会において実施法案の修正は、禁止され、当該実施法案提出の日から90日以内に採決されることとなっている。なお、実施法案に歳入関係の条項がある場合（通常、実施法案は何らかの形で歳入条項を含んでいる。）は、下院で先に議決される。

上院でそれまで上院に提出された実施法案を審議しておき、下院から実施法案が送付された段階で、その審議を下院送付の法案の審議に切り換えて最終表決を行う。
なお、協定の署名期限及び意図の通知の期限は、法律で規定されているが、実施法案の提出期限は規定されていない。実際の例ではNAFTA実施法案では、11月3日、UR実施法案では、9月27日となっており、協定発効日まで90日を切った段階で提出されている。
上記のように、貿易促進権限に基づき交渉・妥結した通商協定の実施法案は、行政府が作成し、かつ短時間の審議で修正を行うことなく採決するために著しく行政府に有利であると思われた。1974年通商法の立案段階では、実施法案の議会送付までは、議会の積極的な参画は予定されていなかった。しかし、東京ラウンドの実施法案の作成段階である議会の専門スタッフは、主要な上下院議員と協議の上、次のような行政府と委員会の協議手続きを編み出し「模擬的な」立法手続き(mock legislative process) が行われることになった。議会の議決を経なければ非関税障壁に関する国内法は立法できない（あるいは、議会により同法案が否決されてしまえば、全ての東京ラウンド合意が崩壊してしまうといった方が正確かもしれないが）わけであるから、行政府側もこの方式に同意せざるを得なかった。
1. ノン・マークアップ
通常、議会の各委員会が本会議提出用の法案を公式に検討するための会合は、マークアップと呼ばれており、ここで法案が吟味され、各委員の修正意見が追加されるわけであるが、ファスト・トラック手続による90日間の行政府と各委員会の協議は、この手続きにほぼ沿ったものであった。しかし、実際に法案が提出されたわけではないので、この協議のための会合は、ノン・マークアップと呼ばれた。また、議会のマークアップが一般に公開されているのに対して、ノン・マークアップは非公開で行われた。
2. 議会スタッフによる法案作成
上院財政委員会及び下院歳入委員会は、更に行政府及び通商交渉担当者と協議を盛んに行い、どのような条項が法案に盛り込まれるべきかについて交渉を行う。議会側は、国内法の実際の作成を議会の法律スタッフが行うよう主張し、行政府側は事実上これを了承せざるを得なかった。
3. ノン・コンファレンス
通常、上院と下院で可決した法案に相違があるとき開かれるのが、両院協議会（コンファレンス）であるが、実施法案に関して、財政委員会と歳入委員会の間で意見の相違がある場合に開かれた会合は、ノン・コンファレンスと呼ばれた。ノン・コンファレンスには、行政府の代表も参加した。

このように議会の非公式手続によって作成された法案は、ほとんどそのまま行政府案として議会に送付されることになる。もっとも行政府も議会の非公式手続きに深く係わっているわけだし、また上下両院の意見が一致しない場合は、行政府の判断で法案が作成される場合もある。

## 貿易促進権限の性格
貿易促進権限については、アメリカ合衆国憲法第1条第8節第3号では、連邦議会の立法権限として諸外国との通商を規制する権限があるため、通常の場合、対外交渉を行なうのは大統領であるにもかかわらず、この憲法規定により、米国では、議会が特に大統領に委ねない限り、米国の通商規定に影響を及ぼす交渉を大統領・政府が行うことができない。換言すれば、「大統領は議会が権限を付与することによってはじめて通商交渉を行うことができ、1934年まで米政府は通商交渉・協定締結などの権限を持っていなかった。」とする論証が日本では広く行われていた。しかし、アメリカ合衆国憲法第1条第8節第3号は、連邦と州との関係において対外通商権限が連邦に属することを規定するものであって、議会と大統領との権限の権限分掌の根拠を示したものではない。従って、通商条項は、議会から大統領に対する通商交渉権限の委譲の根拠となるものではないと理解するのが妥当であって、アメリカ合衆国における政治の状況（大統領と議会を支配する政党が一致しないことが多く、また党の統制に反した投票により必ずしも議会で多数であっても法案が成立しなかったり、修正される）に合わせた通商合意の実施のためのものである。
実際、後述するとおり貿易促進権限が失効している際において交渉され合意された米ヨルダン自由貿易協定について、議会が実施法案を可決することにより承認している。この協定は、通商問題というより中東情勢をめぐる政治的な側面が強く超党派の議員からクリントン大統領へ交渉開始を要請する書簡を送るなど議会の事前の支持があったとはいえ、この協定の承認は、法的には貿易促進権限なしに貿易協定を締結し事後に議会の承認を得ることは可能であり、結局超党派の支持が期待できない場合に貿易促進権限なしでは議会の承認を得ることが困難であるという政治的な問題であるということを示すものである。もっとも法的には通商協定の締結（及びそれに先立つ交渉）にあたり貿易促進権限は必須ではないとしても、ガット〜WTOのラウンドや主要国とのEPAの締結において貿易促進権限が事前にないと著しく困難であるということは代わりはない。
なお、貿易促進権限がないと通商交渉自体を行えない説を発表していたジェトロも、最近の記事では「円滑なFTA交渉や批准には、TPAが必須とされる。」とし、更に、米ヨルダンFTAには適用されなかった（適用無しでも成立した）と記載し、かつての記載を修正している。

## アメリカ合衆国建国から1930年関税法までの通商協定
アメリカ合衆国の歴史において建国以来、関税の変更は議会が主導し、大統領の役割は議会の立法に対する拒否権の行使に限られていた。しかし19世紀末から散発的に、大統領に他国との関税協定締結を通じた交渉の権限が付与されるようになった。例えば1890年のマッキンレー法はアメリカ商品への不平等、不当な関税を課す国へ追加的関税を賦課する権限を大統領に付与した。ジェイムズ・G・ブレイン国務長官の主導下で1891〜1892年で16の互恵協定が締結され、1897年にはディングレー関税法が成立し、1907年までに幾つかの協定が大統領布告により施行されたが、関税引き下げを伴ういわゆるカッソン(Kasson)協定は上院の批准が必要となり、批准が得られず締結されなかった。

## 関税引き下げ権限付与による通商協定 1934年互恵通商協定法〜1962年通商拡大法
このような変化は1934年互恵通商協定法の成立により決定的になった。議会は大統領へ一定の授権期間に限り、関税設定の権限を委譲し、関税は大統領による他国との二国間の「交渉による関税」となった(締結した貿易協定は上院承認を必要しない。)。大統領は1930年関税法の個々の関税率を、交渉相手国の関税引き下げや輸入制限撤廃を条件に、50%の範囲内で引き下げることが可能となった。すなわちアメリカの関税は、議会ではなく大統領(行政府)により、他国と互恵的に調整されるようになったのであり、関税率を包括的に改正する法律は、1930年関税法を最後に制定されることはなくなった。
1934年互恵通商協定法による授権は当初制定の日（1934年6月12日）から3年間とされたが、1937年、1940年、1943年、1945年と延長された。しかし1945年の延長による期限であった1948年6月11日までに延長法が制定されず、引下げ権限は一旦失効した。その後1949年11月26日に延長法が成立し、1951年6月11日まで延長され、その後1951年には、2年間延長となった。1953年においては一旦失効し、8月7日に成立した延長も1954年までの1年間であった。1954年の延長も1年であったが、1955年には1958年6月30日まで延長された。1958年においてまた一旦失効したが8月20日に1962年6月30日まで延長する法律が成立した。
1962年の1月の年頭教書でケネディ大統領が新たな関税引き下げ交渉（後にケネディラウンドと呼ばれるもの）を提唱し、これを受けて大統領に新たな関税引き下げ権限を与える1962年通商拡大法が1962年10月11日に制定され、1967年6月30日までの引下げ権限が大統領に付与された。
このように1934年以降、若干の中断はあるものの、大統領に関税引き下げの権限が付与され、第二次世界大戦前は二国間での関税引き下げ協定が締結され、第二次世界大戦後は主としてガットの関税交渉においてアメリカの関税引き下げの法的根拠となった。
しかし、ケネディラウンドにおいて関税率以外の分野（具体的には、関税評価制度（ASP評価の扱い）及びアンチダンピング関税）について交渉がされ、その合意を実施する段階で、授権の範囲内でないため事後、議会に法改正を要請したが、議会は、ASP 制度の廃止を拒否するとともに、アンチダンピング協定に参加するための立法措置を講ぜず、代わりに国内法と国際協定が対立する場合、国内法が優先するとの法律（1968年再交渉法（Renegotiation Amendment Act of 1968 Pub. L 90-634）を制定し、最後まで議会の承認はされなかった。

## 貿易促進権限による通商協定　 1974年通商法-2015年TPA法
1973年に東京ラウンドが開始されると、非関税障壁の削減が関税削減以上に貿易阻害要因として重視されるようになった。このため、ケネディ・ラウンドの二の舞を避け、新たに非関税障壁の削減交渉においても、関税交渉と同様の権限を大統領に与える方法が検討された（関税交渉については、従来どおり一定の範囲での引下げ権限の付与とされた）。政府が1973 年4 月議会に示した案は、大統領が議会に提出した国際協定を提出後上院か下院の一方が90日以内に否決しない限り、協定は承認され、関連する米国の通商法が修正されるという「立法拒否権」に基づく措置であった。この案は下院が支持したが、上院では財政委員会の幹部が違憲の可能性を指摘して政府案を審議の対象にせず、代替案としてファスト・トラック権限、つまり現在の貿易促進権限を起草し、1974年通商法第151条に1975年1月3日から5年間の期限付きで盛り込まれた。
1974年通商法により導入された貿易促進権限は、通商協定の実施法案についてガット東京ラウンド交渉の合意を実施するための1979年通商協定法の法案審議で初めて適用された。また、1979年通商協定法は、貿易促進権限を、非関税障壁にかかる協定実施について1988年1月2日まで8年間延長した。もっともこの延長により締結された協定はなかった、
1984年通商関税法により1974年通商法第102条（19 U.S.C§2112）が、改正され、米・イスラエル自由貿易協定の交渉権限が1988年1月2日まで付与されるともにこの実施法案にも貿易促進権限が適用されることになり、これにより米イスラエル自由貿易協定実施法が制定された。更に改正された1974年通商法は第102条一定の条件のもとに同様の協定をイスラエル以外の国と締結することを認めており、これにより米カナダ自由貿易協定が締結され、貿易促進権限により承認されることになり、これにより米カナダ自由貿易協定実施法が制定された。なお、1974年通商法第102条の改正により、対象が二国間協定に限定されたため、非関税障壁にかかる協定について貿易促進権限は適用されないことになった。
ウルグアイラウンドが1986年に開始されると、新たな貿易促進権限の設定が課題となった。このときの法案策定過程においてさまざまな保護主義的規定（例えばスーパー301条）を盛り込もうとする議会側と大統領側でさまざまなやりとりがあり、一旦、大統領拒否権により廃案となり、一部の条項を削除した案が大統領の署名により成立する経過となった。このとき成立した1988年包括通商競争力法第1102条は、ウルグアイラウンドを念頭において関税引下げ及び非関税措置に関する協定の交渉権限が付与するとともに、関税及び非関税障壁に関する二国間協定についても交渉権限が付与し、非関税措置に関する協定、関税及び非関税障壁に関する二国間協定の承認及び実施法案の制定について1974年通商法第151条のファスト・トラック手続きによることとされた。
NAFTA（北アメリカ自由貿易協定）は、1986年に交渉が開始され、1992年12月17日に、アメリカ、カナダ及びメキシコの首脳により署名された。しかしこの協定について特に環境・労働問題で不十分であるとの批判が強く、1992年の大統領選挙で当選したクリントン大統領も当初批判的であったが、最終的に環境問題に関する補完協定と労働問題に関する補完協定という2つの補完協定を追加することにより賛成に転じ北アメリカ自由貿易協定実施法が制定され、NFTAは1994年1月1日に発効した。可決されたとはいえ大統領与党の民主党では上下両院とも反対が多数であった。なお、この北アメリカ自由貿易協定実施法には、税関手続きの電子化を中心とする税関近代化のための規定を第6編として含んでいる。この税関近代化自体には異論は少なかったが、北アメリカ自由貿易協定実施法に盛り込む根拠が「税関近代化が協定実施に必要」とするかなり無理なものであった。
1988年包括通商競争力法第1102条に基づく権限は、1993年6月30日までであったが、ウルグアイラウンドの交渉が難航し、この期限までに妥結が見込まれなくなった。そのため個別の立法が制定により、1988年包括通商競争力法第1102条に⒠項を追加し、ウルグアイラウンドの交渉に限定して貿易促進権限を1994年4月15日まで延長した。この延長にあたっては署名する意図を上下両院に通告を120日前としたため、事実上この日（1993年12月15日）が大筋合意までの交渉期限であると関係国が認識することになり、実際、1993年12月15日に交渉の大筋合意、1994年4月15日マラケシュ協定採択となった。
ウルグアイランド協定法の策定過程で、当初クリントン政権側は、東京ラウンド実施のための1979年通商協定法にならい、次の貿易交渉のための貿易促進権限を法案に盛り込む方針であった。しかし議会側の反発にあい、最終的に議会に提出した法案に盛り込むことを断念した。法案は、9月27日提出されたが、採決は中間選挙（1994年11月5日）後に持ち越され、12月8日に成立した。
1994年11月の中間選挙の結果、上下両院とも共和党優位となった104議会における、この問題の取扱については、NAFTAのチリへの拡大交渉について適用することについては、ほぼ合意があったものの、次の問題についてはさまざまな意見があり合意がされていない状態であった。
- 通商交渉権限を環境及び労働問題にまで拡大するか否か。
- 通商交渉権限を特定の国・地域（チリ等）に限定するか、広範とするか。
- ファスト・トラック手続きに、修正可能部分を導入するか否か。
- 実施法案の規定できる範囲（実施法案に規定できる範囲は、通商協定を実施するために必要かつ適切な規定とされているが、これがかなり拡張解釈され、例えばNAFTA実施法には、協定の適切な実施のために必要であるとして、税関近代化法が付帯されている。）

加えて、予算問題等における大統領と議会共和党（特にギングリッチ下院議長）との対立の影響もあり、1995年中には、進展はなく、1996年は選挙の年であり、大きな妥協は困難であるという情勢から第105議会の第一会期まで持ち越しになった。
貿易促進権限の付与については、第105議会の第一会期（1997年）において審議された。しかし、民主党内の反対が依然として強く、また民主党内を納得させるために環境・労働問題で踏み込んだ案は、共和党の賛成を得る見込がないことから、行政府は採決持ち込みを断念した。第二会期（1998年）では、選挙の年でもあり通商立法は、軒並み廃案となり、貿易促進権の付与も廃案となった。続く第106議会（1999年-2000年）でも、クリントン政権の二期目の後半ということもあり進展はなかった。
以上のように貿易促進権限が失効した1995年以降、クリントン政権は貿易促進権限の獲得をめざしたが、最後まで獲得に成功せず、次期のジョージ・W・ブッシュ政権に持ち越されることになった。
この間、ヨルダンとの自由貿易協定については、貿易促進権限がないまま、2000年10月24日に締結され、その後に議会において実施法案の採択がされるという展開となった。
米ヨルダン自由貿易協定実施法案（United States-Jordan Free Trade Area Implementation Act）は、H.R.1484として2001年7月24日に下院に提出され、7月31日に下院を、9月24日に上院をそれぞれ発声投票で通過し、9月28日に大統領署名を経て成立（P.L.107-43、115 STAT. 243）し、12月10日の大統領布告第7512号を経て、12月17日から協定が実施された。
なお、この協定は、貿易促進権限なしで締結したため、かえって。議会との事前協議の必要性がなかったため、クリントン政権は、労働・環境問題を協定本体に含んだFTAのモデルとして活用することができた。内容的には、①労働・環境規定を協定の本体に入れる、②相手国に対し、自国の労働・環境法の遵守を求める、③環境を保護・保全し、国際的な手段を強化する、④ILOの中核的労働基準に合致するよう、労働者及び児童の権利を促進する、という4点であり、以後「Jordan Standard」として民主党指導部が活用することになる。
2000年の大統領選挙で政権が民主党から共和党に変わり ジョージ・W・ブッシュ政権が発足すると貿易促進権限について議会が積極的に動き始めた。
2001年の12月のドーハでのWTO閣僚会議に向けた貿易促進権限の付与については、2001年10月9日に下院歳入委員会で2001年超党派貿易振興権限法（Bipartisan Trade Promotion Authority Act of 2001、H.R.3005）が可決された。下院共和党はすぐに下院本会議に上程する予定であったが、おりからの炭疽菌事件のため下院が閉鎖され、採決は持ち越しとなった。
2001年超党派貿易振興権限法の下院での採決は結局、ドーハでのWTO閣僚会議後となり、12月6日に215対214という1票差で可決された（賛成　共和党194　民主党21　反対　共和党23　民主党189　無所属2　棄権　共和党4　民主党1）。上院での審議は2002年に持ち越された2002年は、第107議会の第2会期であるが、第1会期と第2会期の間は、同一議会であるので議案はすべて継続する。）。
上院での貿易法案の処理については、アンデス諸国への特恵延長法案（Andean Trade Promotion and Drug Eradication Act　H.R.3009）の修正のかたちで、2002年通商法（Trade Act of 2002）が、2002年5月23日に66対30（賛成　共和党41　民主党25　無所属1反対　共和党5　民主党25　棄権　共和党3　民主党1）で上院を通過した。
この法案は、ファスト・トラック権限の付与を認めたものの、アンチダンピング等の合意については、議会が削除要求を可能とする条項を含んでおり、大統領側はこのまま議会を通過した場合は拒否権の行使を示唆しており、両院協議会での調整が難航が見込みまれたものの、最終的には、貿易促進権限条項に、民主党の支持の多い労働者支援条項を付帯すること、削除要求を可能とする条項をより穏健なものにすることで、共和党と民主党の議会指導部の間で合意が成立し、7月27日に下院で215対212（賛成　共和党190　民主党25　反対　共和党27　民主党183　無所属2　棄権　共和党5　民主党2）、7月30日に上院で66対33（賛成　共和党40　民主党25　無所属1反対　共和党8　民主党25　棄権　共和党1）で可決され、8月6日に大統領の署名により、2002年通商法（Trade Act of 2002）第21編　として2002年超党派貿易促進権限法（Bipartisan Trade Promotion Authority Act of 2002）が成立し、政府は、8年ぶりに貿易促進権限を得た。
共和党と民主党の議会指導部の間で合意が成立した割にはきわどい票差であったが、ともかくこれでほぼ10年ぶりに貿易促進権限が復活したことになった。5月の上院案にあったアンチダンピング等の合意について、議会が削除要求を可能とする条項については、より穏健的な内容となった。これは締結180日前の事前の議会通知及び拘束力のない反対決議となっている。また貿易促進権限のなかで事前協議を義務付けこれを怒った場合は、実施法案についてファスト・トラック手続を適用しない除外規定も盛り込まれた。
このときの貿易促進権限は、当初2005年6月30日までであり、延長規定により、2007年6月30日まで延長されたものの、更なる延長は認められず、貿易促進権限は失効した。
この間、ドーハラウンドは合意にいたらなかったが、二国間FTAは、この権限が付与された時点ですでに交渉中であり適用されるとされたチリ及びシンガポールを含め、12本のFTAが締結され下記の実施法がファスト・トラック手続により制定された。
- 米チリ自由貿易協定実施法[40]
- 米シンガポール自由貿易協定実施法[41]
- 米オーストラリア自由貿易協定実施法[42]
- 米モロッコ自由貿易協定実施法[43]
- 米ドミニカ共和国中米自由貿易協定実施法[44][注釈 18]
- 米バーレーン自由貿易協定実施法[45]
- 米オマーン自由貿易協定実施法[46]
- 米ペルー自由貿易協定実施法[47]
- 米韓国自由貿易協定実施法[48]
- 米コロンビア自由貿易協定実施法[49]
- 米パナマ自由貿易協定実施法[50]

なお、韓国、コロンビア及びパナマについては、実施法の制定が貿易促進権限の失効後4年以上経過した後になっている。これは協定自体の署名が2007年6月30日までに行われていれば対象になるという規定に基づくものであるが、米韓自由貿易協定については、署名後も交渉が事実上継続し2011年12月に追加交渉が妥結して実施法案提出となっている。
2009年に発足したバラク・オバマ政権は環太平洋戦略的経済連携協定(TPP)交渉加速のため議会に対し貿易促進権限の付与を求めているが、議会では賛否が割れていた。2014年1月には下院歳入委員会のキャンプ委員長（共和党）と上院財政委員会のボーカス委員長（民主党）によって、2014年1月に新たな貿易促進権限の付与案（the Bipartisan Congressional Trade Priorities Act of 2014）が提案されたが、与党の支持基盤である労組や党内からも反対の声があがるなど復活はならなかった。
2015年4月17日、超党派議員によってTPA関連法案が議会に提出され、5月22日に上院は貿易に伴う失業者対策を含めた労働者支援法案（TAA）とTPA法案セットにして2015年通商法（Trade Act of 2015）として62対37で可決した。
下院では貿易に伴う失業者対策を含めた労働者支援法案（TAA）部分とTPA関連法案と個別に採決し、6月12日にTPA関連法案の部分はわずか8票差の219対211で可決したものの、その直前にTAA法案部分が126対302の大差で否決されていたため下院を通過しなかった。このため、米議会ではTAA法案を抜きにしたTPA関連法案の単独採決が模索され始め、6月18日には下院でTPA関連法案を単独で採決（形式上、別の法案（公共安全職員退職法（Defending Public Safety Employees' Retirement Act）に追加する形とした）し、218対208の10票差で可決。上院でも、6月24日に62対37でTPA法案は可決され、6月29日のオバマ大統領の署名を経てようやく成立した。また、いったん下院で葬り去られたTAA法案も6月24日に（2015年貿易優遇延長法（Trade Preferences Extension Act of 2015））として、上院で可決され、その後6月26日に下院でも286対138で可決され6月29日のオバナ大統領の署名を経て、成立した。
2015年のTAAは、2018年6月30日（大統領が延長要請した場合、議会が否認決議をしない限り2021年6月30日まで延長）の期限付きとなっている（TAA法第103条）。
この延長については、2017年1月に大統領に就任したドナルド・トランプが3月20日に延長を要請し、否認決議が成立しなかったため2021年6月30日まで延長された。延長要請理由としてNFTAの再交渉やアフリカや東南アジアを含む潜在的な貿易協定のため必要としている。
その後、2015年のTAAは延長又は再度付与の法律が成立することなく、2021年6月30日限りで失効した。ジョー・バイデン政権は発足当初から、新型コロナウイルス対応やインフラ投資などを優先する方針を維持しているおり、更にジョー・バイデン政権が提唱したインド太平洋経済枠組みは、関税の引き下げを含まず、。また法的拘束力を持たないため貿易促進権限を必要としなかった。
2025年1月に大統領に就任したドナルド・トランプは、一方的関税引き上げを交渉材料にし、米国の譲歩のための貿易促進権限を必要としていない。

## 2015年TPA法のTPPへの適用
環太平洋戦略的経済連携協定(TPP)は、2015年10月5日のアトランタでの会合で大筋合意した。2015年TPP法第106条(a)(1)(A)に基づく大統領から議会への協定締結の意図の通知は2015年11月5日に行われた。これにより2016年2月以降に協定の署名が可能となった、また2015年TPP法により導入された、協定署名60日前までのUSTRのHPでの協定案文の公表は2015年11月5日に行われた。
協定の署名式は2016年2月4日にニュージーランドのオークランドで行われ、参加12カ国が協定に署名した。
なお協定の確定版の条文はニュージランド政府のHPで公表されたほかUSTRのHPでも公表された。
その後の議会での実施法案の採択については2016年大統領選挙の推移を見守る状態が続いていたが、選挙でトランプが当選し、就任直後にTPPからの褫奪を宣言した事から実施法案の採択はされないことになった。

## 2015年TPA法のUSMCAへの適用
2017年5月18日、ロバート・ライトサイザー米通商代表部代表が、2015年TPA法第105条(a)(l)(A)に基づき、90日以内にNAFTAの再交渉を開始する意向を議会に通知した。2017年7月7日にUSTRは貿易促進権限法に基づき交渉目的文書を公表し、2017年8月16日に交渉が開始され、2018年4月8日まで正式な交渉ラウンドが８回行われた。2018年10月1日、新NAFTAは、米国・メキシコ・カナダ協定（USMCA）として合意され、アルゼンチンのブエノスアイレスで開かれたG20首脳会議のサイドイベントとして、2018年11月30日に三か国首脳が署名した。
2019年5月30日、ライト・ハイザー通商代表は、2015年TPA法に基づく米国・メキシコ・カナダ協定の実施に関する行政措置に関する声明案を議会に提出した。同法案は、6月29日から30日後にUSMCAの実施法案を議会に提出することを可能にするもので、ナンシー・ペロシ下院議長とケビン・マッカーシー共和党2院内総務にあてた書簡[51]の中で、ハイザー下通商代表は、USMCAは米国の通商政策、米国の競争力のあるデジタ2018年11月30日にル貿易、知的財産、サービス条項の近代化、米国企業、労働者、農民のための公平な競争条件の場の創出における標準であり、これはメキシコとカナダの貿易関係の基本的な再均衡を示すものであると述べた。
米民主党のナンシー・ペロシ下院議長は2019年12月10日、米国・メキシコ・カナダ協定（USMCA）の修正について、トランプ政権と合意に達した旨を発表した。ペロシ議長は記者会見を開き、「今回の貿易協定はNAFTA（北米自由貿易協定）よりも優れたものだが、われわれの取り組みによって、政権から当初提示されたものより飛躍的に改善した」と称賛した。
メキシコのヘスス・セアデ外務省北米担当次官、米国のロバート・ライトハイザー通商代表、カナダのクリスティア・フリーランド外相は12月10日、メキシコ市の国立宮殿において、米国・メキシコ・カナダ協定（USMCA）の内容を一部修正する議定書に署名した。
2019年12月13日、米国・メキシコ・カナダ協定実施法(H .R.5430)が、民主党下院院内総務のホイヤー、ステニー議員により下院に提出される。
2019年12月19日、米国・メキシコ・カナダ協定実施法(H .R.5430)が、下院で賛成385(民主党193、共和党192）反対41（民主党38、共和党2、無所属1）で可決される。
2020年1月16日、米国・メキシコ・カナダ協定実施法(H .R.5430)が、上院で賛成89(民主党38、共和党51）反対10（民主党8、共和党1、無所属1）で可決される。
2020年1月29日、トランプ大統領は米国・メキシコ・カナダ協定実施法(H .R.5430)に署名し成立した(Public Law No: 116-113) 。

## 貿易促進権限関連法の条文(外部リンク）
- 1934年互恵通商協定法-1930年関税法第350条（原文）(関税と貿易資料室) (PDF)
- 1934年互恵通商協定法-1930年関税法第350条（日本語訳）(関税と貿易資料室) (PDF)
- 1962年通商拡大法（原文）(関税と貿易資料室) (PDF)
- 1962年通商拡大法（日本語訳）(関税と貿易資料室) (PDF)
- 1974年通商法（原文）(関税と貿易資料室) (PDF)
- 1974年通商法（日本語訳）(関税と貿易資料室) (PDF)
- 1988年包括貿易競争力法中の貿易促進関連規定（第１編サブタイトルＡ第１部）（原文）(関税と貿易資料室) (PDF)
- 1988年包括貿易競争力法中の貿易促進関連規定（第１編サブタイトルＡ第１部）（日本語訳）(関税と貿易資料室) (PDF)
- https://ss666652.stars.ne.jp/Reciprocal%20Trade%20Agreement%20Act.pdf ウルグアイラウンド協定法法中のウルグアイラウンド協定の承認及び一般規定（原文）(関税と貿易資料室)] (PDF)
- ウルグアイラウンド協定法法中のウルグアイラウンド協定の承認及び一般規定（日本語訳）(関税と貿易資料室) (PDF)
- 2002年通商法第21編超党派貿易促進権限法（原文）(関税と貿易資料室) (PDF)
- 2002年通商法第21編超党派貿易促進権限法（日本語訳）(関税と貿易資料室) (PDF)
- 2015年超党派議会貿易優先事項及び責任法（2015年TPA法）（原文）(関税と貿易資料室) (PDF)
- 2015年超党派議会貿易優先事項及び責任法（2015年TPA法）（第１編サブタイトルＡ第１部）（日本語訳）(関税と貿易資料室) (PDF)